# ピストル

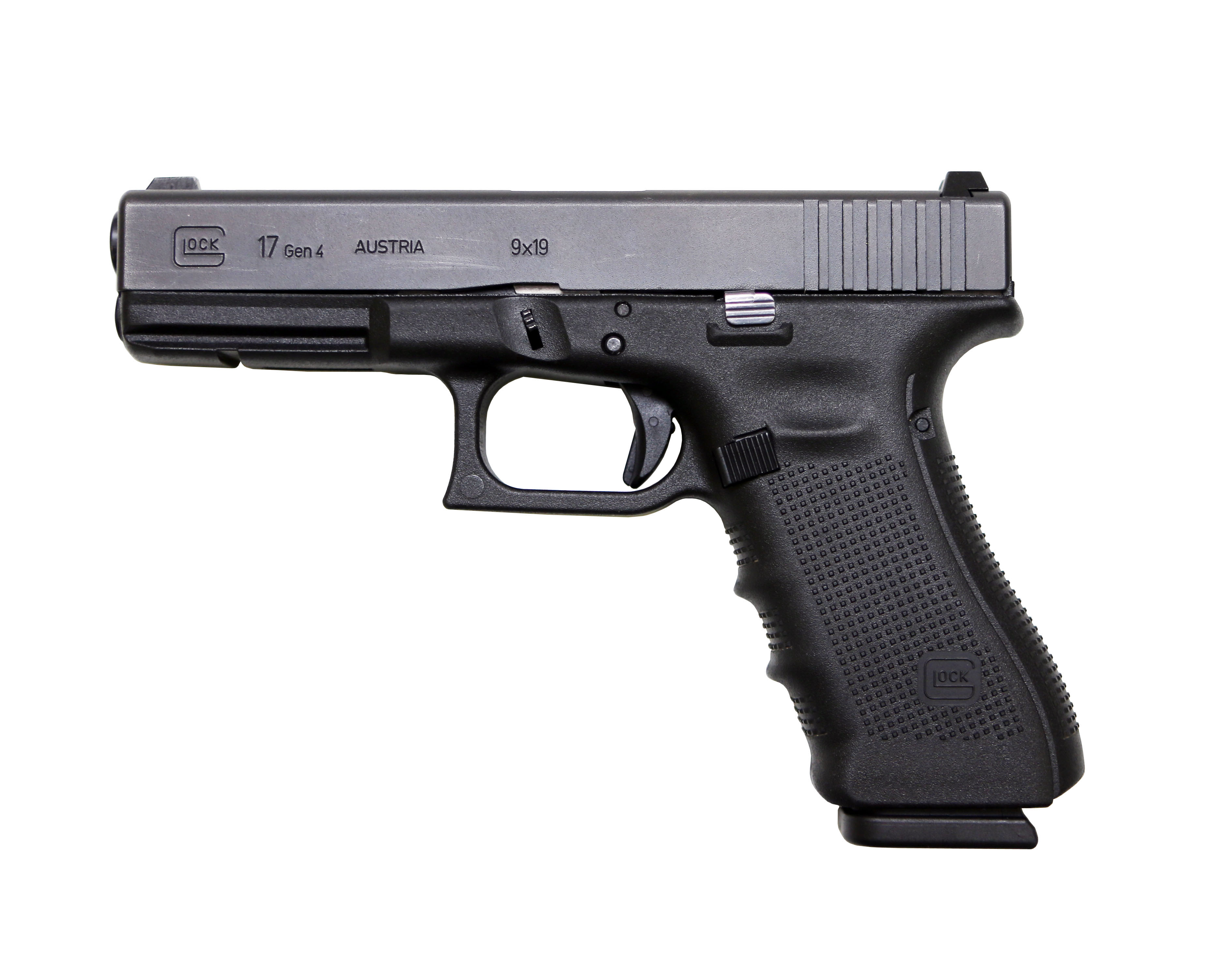
Glock 17 を編集中

ピストル（英語: Pistol）は、銃身と一体となった薬室を備えた拳銃の一種である。

## 用語
一般的には「ピストル」を「拳銃」と同義語として使用している。
しかし、多くの拳銃の専門家と辞書はピストルを拳銃の一部であるという技術的な区別をしている。使い方によっては、「ピストル」という専門用語は、複数のチャンバーを含む回転シリンダーをもつ回転式拳銃などの主なタイプのピストルではなく、銃砲身と一体となったチャンバーを持つ自動拳銃を指すこともある。しかし、イギリスや他のコモンウェルスにおいて、特に軍事で使用される単語のときは、常にこの区別を行っているわけではない。例えば、ウェブリー MK VIの公式な指定は「ピストル、リボルバー、ウェブリー、No.1 Mk VI」である。メリアム＝ウェブスター社とは対照的に、オックスフォード英語辞典では、「ピストルは片手で使用される小さな銃器として、リボルバーは拳銃の一種として使用され、元の原型を回転式ピストルと呼ばれている。」と書かれている。

## 歴史と語源

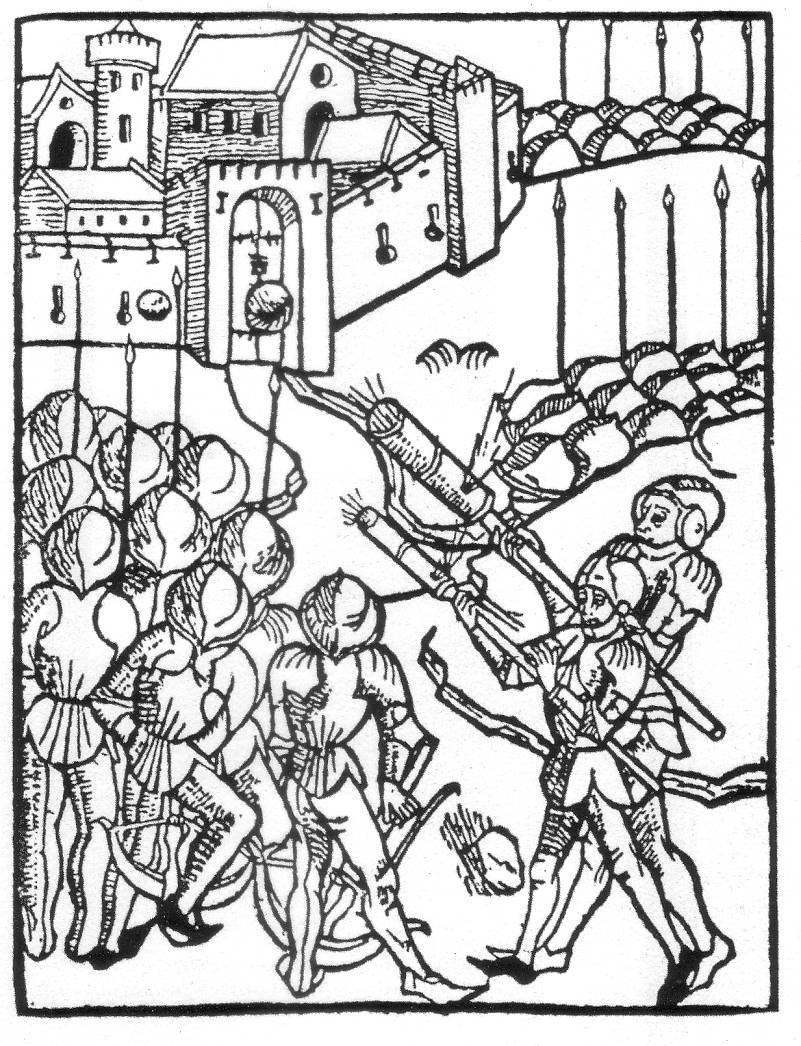
ヨーロッパの手持ち砲の絵(1475年ごろ、ドイツ)

ピストルの起源は、16世紀に初期の拳銃が製造されたヨーロッパである。英単語は1550年代の中世フランス語のpistoletからきて、1570年代に出来たと言われている。
このpistoletの語源は論争が起きている。主な説は初期の手持ち砲の「口笛」を意味するチェコ語のpíšťalaである説と、ルネサンス期に1540年代に初めて作られた打ち上げるように設計されたハンドガンの製造する町として知られていたピストイアからとったイタリア語のpistoleseである説である。
最初の説は1420年代のフス戦争で使われた手持ち砲の一種であるpíšťalaというチェコ語の単語が由来とする説である。píšťalaはpitschale、pitschole、petsoleとその変種としてドイツ語に取り入れられた。
2番目の説は可能性が低いが、1605年以前のイタリアで銃を意味する言葉として使用していたという記録ではなく、長い年月の後にフランス語とドイツ語で使われるようになったという説である。1420年代のフス戦争以降はチェコ語のpíšťalaでよく記録されている。
その他の説は、中高ドイツ語のpischulleから来た説や、中世フランス語のpistoleが最初の語源である説などがある。また、初期のピストルは馬の鞍(中世フランス語でpistallo)から吊り下げたホルスターに入れて、騎兵によって運ばれたことが示唆されている。

## 種類
最も一般的なタイプはシングルショット式と半自動式である。

### シングルショット式

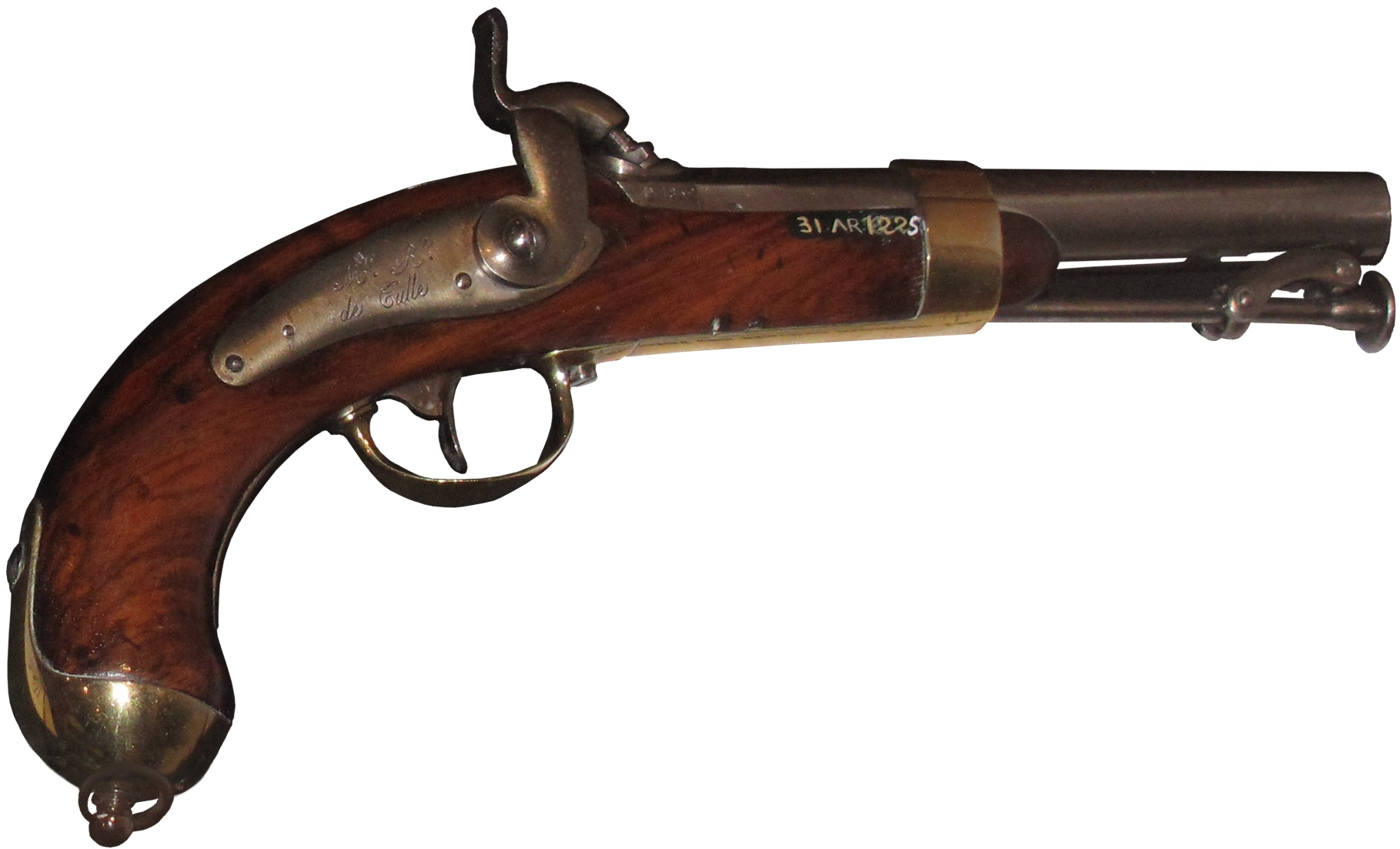
1837年製のフランス海軍のピストル

シングルショット式は、ピストルに球形の鉛弾を装填し、発射薬への着火を火打石の打撃で行うフリントロック式銃、そしてその後に登場したパーカッションキャップで着火するマスケット銃が主流の時代に見られた。しかし、技術が向上するにつれてシングルショット式のピストルの性能も上がった。新しい操作の仕組みが生み出されたことにより、今現在もなおシングルショット式のピストルは製造されている。シングルショット式はピストルの中で最も古いタイプであり、よく野生のジビエを狩るときに使用される。

### マルチバレル(非回転)

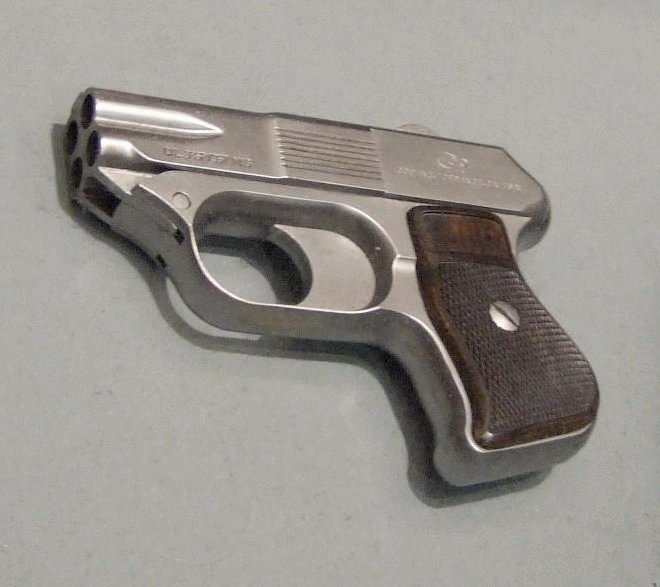
マルチバレルのCOP .357

マルチバレルのピストルはシングルショット式と同時期に一般的であった。設計者が火力を増加させる方法を模索し、ピストルを含む全ての銃にマルチバレルが採用された。マルチバレルのピストルの一例は一般的には4つか8つのバレルを持つバレーガンで、20世紀のいくつかのモデルでは3つのバレルを持っている。

### ハーモニカピストル
1850年頃、ジャーレ・ハーモニカガンのようなスライド式マガジンを持つピストルが製作された。スライド式マガジンには、ピンファイヤーカートリッジやスピードローダーが含まれていた。この方式のマガジンを使用したピストルの多くは手動で動かす必要があったため、半自動式のピストルと区別されている。

### リボルバー(回転式拳銃)

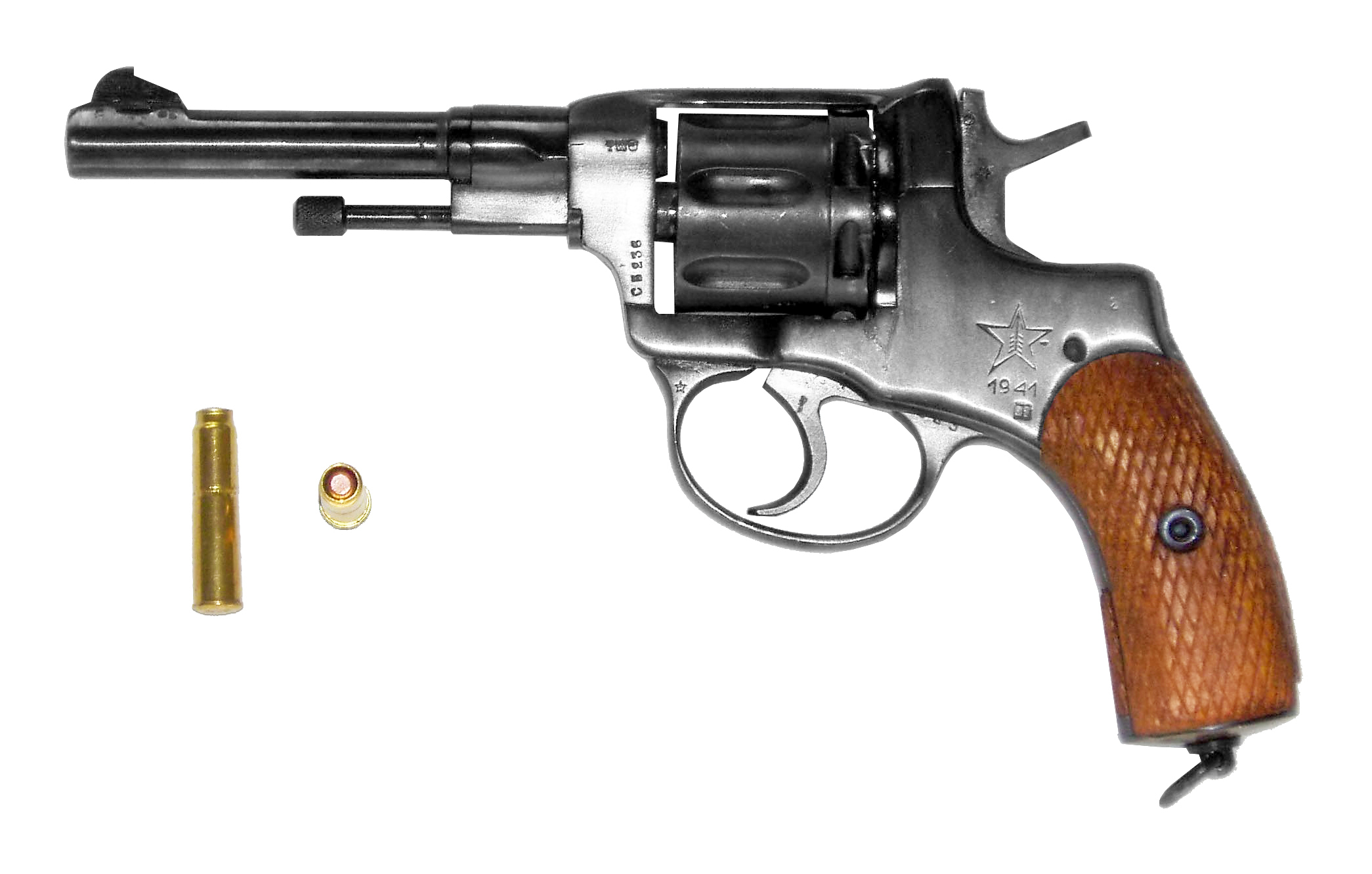
ナガンM1895

19世紀に回転式拳銃が開発されたことで、ついに銃の製造者たちは、拳銃の一本の銃身に素早く連続して複数の実包を送り込むという実用的な機能を達成した。回転式拳銃は、実包を装填した回転弾倉を回すことで実包を供給する。ここで各実包はそれぞれが薬室に収容されており、そして拳銃のトリガー（ダブルアクション）や撃鉄（シングルアクション）と連動した作動機構により次々に拳銃の銃身と一直線に合わされる。名目上では円筒形のこれら薬室は、拳銃のサイズや、撃ち出される実包の大きさによって通常5つから8つの室数がある。これらは回転弾倉を貫き通したもので、薬室の向きは回転弾倉の中心軸と並行している。これにより、回転弾倉が回ると、薬室も弾倉の中心軸の周囲を回転する。

### 半自動式

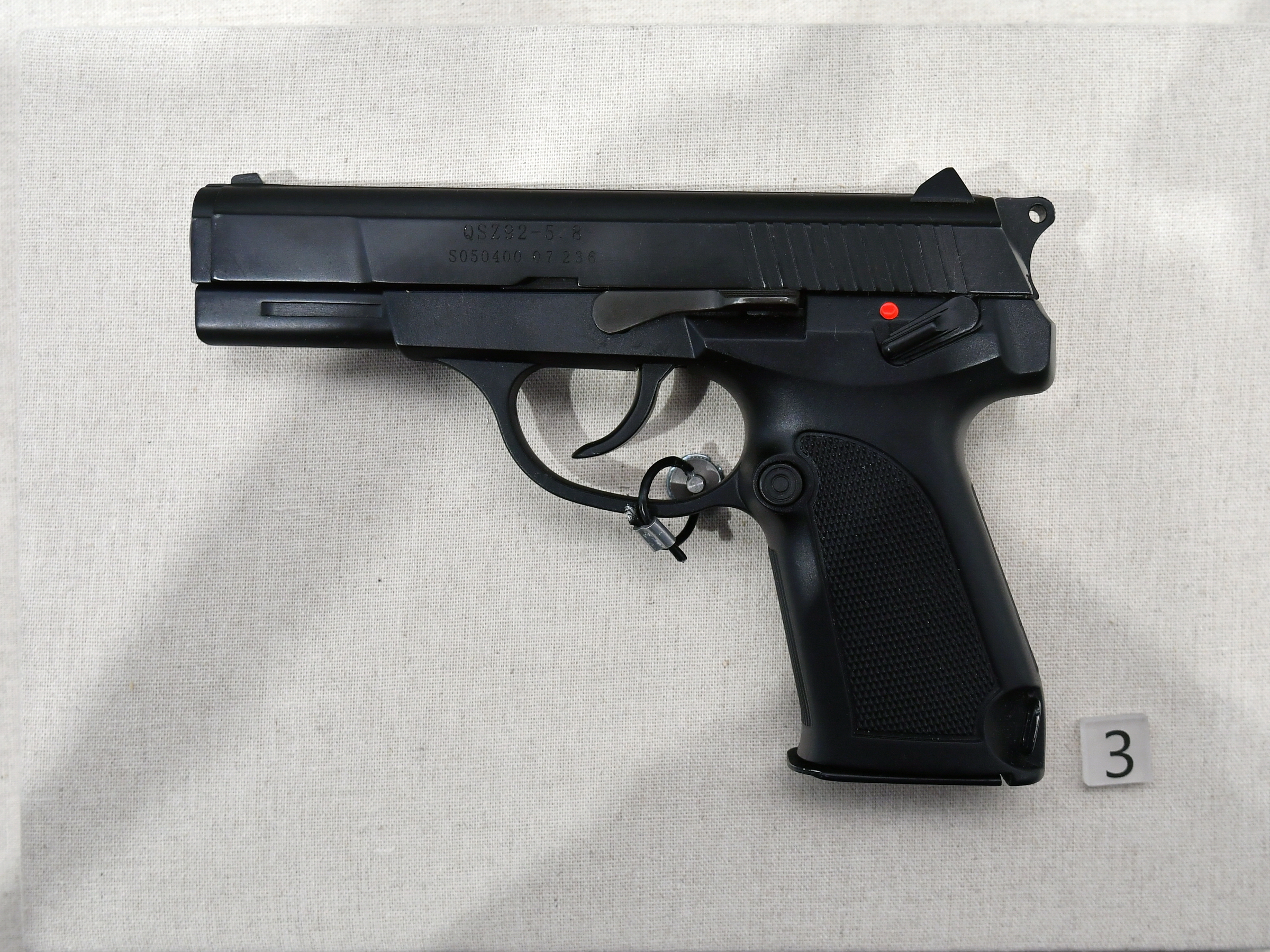
QSZ-92

半自動式拳銃はピストル開発の次なるステップのものだった。弾薬を一発ずつ装填しなければならない多薬室式を避けることで、自動式拳銃はより速やかな発射速度をもたらし、加えて再装填に必要な時間がわずか数秒で済むようになった。すなわち、ボタンやレバーを操作することで弾倉を迅速に交換できるようになった。ブローバック方式の半自動式拳銃であれば、発射時に薬莢の底面に加わる圧力は遊底を押し戻すこと、薬莢を抜き出すことに使われ、それにより弾倉のバネはまた次の実包を押し上げることができる。それから遊底が返ってきて、薬室に実包を送り込む。現代的なブローバック作動の半自動式拳銃の一例はH&K VP70である。

## 構え方
- アイソセレス・スタンス（英語版） - アイソセレスは二等辺三角形の意で、腕と体で二等辺三角形になるようにするピストルの保持方法。1980年に開発された持ち方で、さらに発展させた Modern Isosceles という持ち方もある。
- 警察向きの持ち方 Weaver
- チャップマン実用射撃学校（ Chapman Academy of Practical Shooting ）で開発された Weaver の発展型の chapman。

## 射撃術・格闘術
- Combat pistol shooting（英語版）
- Modern technique（英語版）

格闘テクニック
- Pistol-whipping（英語版） - ピストルを警棒のように扱うテクニック
- CQC
- クラヴ・マガ
- 二丁拳銃